# Can Trias (Barcelona)
Can Trias és un edifici modernista situat al recinte del Parc Güell, que forma part de l'Inventari del Patrimoni Arquitectònic de Catalunya.

## Història
Martí Trias i Domènech (Sabadell, 1861 – Barcelona, 1914) era fill de Joan
Trias i Costajussà, un teixidor anomenat «el Mig Senyor» perquè perquè només tenia un teler, i de Rosa Domènech i Rocabat. Es va casar a Barcelona amb Anna Maxenchs i Rossich, d'una família benestant d'Igualada, i es va establir com a advocat. El 1901, quan va néixer la seva filla Anna, van decidir construir una casa en honor seu i el 1902 van adquirir els solars C i D del Park Güell. El projecte fou encarregat a l'arquitecte sabadellenc Juli Batllevell i Arús, i les obres començaren l'any següent i van durar uns quatre anys, tot i que el 1905 es van presentar uns plànols a l'Ajuntament de Barcelona per a legalitzar la construcció.
És l'única casa que s'edificà de la ciutat jardí d'Eusebi Güell, i ha estat sempre habitada -a vegades als estius i sovint durant tot l'any- per la família Trias, que l'ha conservat amb intervencions mínimes i respectuoses, com ara la instal·lació d'un ascensor.

## Descripció
Es troba a la part alta del Parc Güell, i és de planta rectangular amb paraments asimètrics que formen diverses façanes. D'un dels angles sobresurt una tribuna amb finestrals arquejats. A la part superior, i en angle recte, discorren un total de 22 finestres amb arquets, en forma de golfes.
Al capdamunt d'una de les façanes destaca un coronament més alt, de línia ondulada. Adossada hi ha una espècie de torratxa amb galeria. Està envoltada per una zona enjardinada i encerclada per una tanca de pedra.